# AFC Challenge Cup 2010
AFC Challenge Cup 2010 var en turnering i fotboll för landslag som hölls 16–27 februari 2010 i Sri Lanka.
Det var tredje gången AFC Challenge Cup arrangerades. Vinnare blev Nordkorea som därmed även kvalade in till asiatiska mästerskapet 2011 i Qatar i januari 2011.
Indien som var regerande mästare skickade sitt U23-landslag till turneringen som en förberedelse för fotbollsturneringen vid Asiatiska spelen i Kina 12–27 november 2010.

## Kvalspelet
Slutspelet innehåller tre automatiskt kvalificerade lag (topp tre från förra turneringen) och fem lag från kvalspelet. Kvalet bestod av två delar.
- Ett playoff mellan lagen som rankades på plats 19 och 20 (Mongoliet och Macau) som vanns av Macau.
- Fyra kvalgrupper med fyra lag i varje grupp. Gruppvinnaren gick vidare till slutspelet, liksom den bästa tvåan. Eftersom Afghanistan drog sig ur innan kvalet började så räknades resultaten mot det sista laget i varje grupp bort när det skulle avgöras vilket lag som var bästa tvåan.[6]

### Kvalificerade lag
De åtta lag som kvalificerade sig för slutspelet var:
- Indien (Automatiskt kvalificerade, 2008 års etta)
- Tadzjikistan (Automatiskt kvalificerade, 2008 års tvåa)
- Nordkorea (Automatiskt kvalificerade, 2008 års trea)
- Myanmar (Vinnare kvalgrupp A)
- Turkmenistan (Vinnare kvalgrupp B)
- Kirgizistan (Vinnare kvalgrupp C)
- Sri Lanka (Vinnare kvalgrupp D)
- Bangladesh (Bästa tvåa i kvalgrupperna)

Lottningen till slutspelet hölls 30 november 2009 på hotell Galadri i Colombo, Sri Lanka.

## Domare
Följande domare blev utvalda till AFC Challenge Cup 2010.
| Domare | Assisterande domare |
| --- | --- |
| Nawaf Abdulla Ghayyath Tan Hai Alireza Faghani Hajime Matsuo Andre El Haddad Chaiya Alee Mahapab Mukhtar Al-Yarimi | Ebrahim Mubarak Sabt Moosa Saleh Huo Weiming Cheruvathur Kurian Shaji Morteza Karimi Toshiyuki Nagi Ahmad El Kawas Mohd Sabri bin Mat Daud Hamed Sulaiman Marhoun Al Mayahi Shqran Hussein Omer |

## Slutspelet
Alla tider anges i Sri Lankas tid, UTC+5:30

### Gruppspel
| Färger i tabellerna                           |
| --------------------------------------------- |
| Två bästa lagen som går vidare till semifinal |

#### Hur lagen skiljs åt
När två eller fler lag i gruppspelet hamnar på samma poäng används dessa kriterier för att skilja dem åt:
1. poäng i matcherna mellan lagen som är inblandade;
2. målskillnad i matcherna mellan lagen som är inblandade;
3. antal gjorda mål i matcherna mellan lagen som är inblandade;
4. målskillnad i alla gruppmatcherna;
5. antal gjorda mål i alla gruppmatcherna;
6. straffläggning (om enbart två lag hamnar på samma poäng och båda lagen spelat sista matchen mot varandra);
7. minst antal gula och röda kort som lagen fått under alla gruppmatcherna;
8. lottning som sköts av arrangörens organisation.

#### Grupp A
| Lag          | S | V | O | F | GM | IM | MS | P |
| ------------ | - | - | - | - | -- | -- | -- | - |
| Tadzjikistan | 3 | 2 | 0 | 1 | 7  | 3  | +4 | 6 |
| Myanmar      | 3 | 2 | 0 | 1 | 6  | 4  | +2 | 6 |
| Sri Lanka    | 3 | 1 | 0 | 2 | 4  | 7  | −3 | 3 |
| Bangladesh   | 3 | 1 | 0 | 2 | 3  | 6  | −3 | 3 |

|       | 16 februari 2010 | Tadzjikistan | 1 – 2   | Bangladesh             | Sugathadasa Stadium, Colombo                |                                             |
| 16:00 | 16:00            | Rabiev 70′   | Rapport | E. Hoque 67′ Meshu 74′ | Publik: 1 000 Domare: Hajime Matsuo (Japan) | Publik: 1 000 Domare: Hajime Matsuo (Japan) |
| 16:00 | 16:00            |              |         |                        | Publik: 1 000 Domare: Hajime Matsuo (Japan) | Publik: 1 000 Domare: Hajime Matsuo (Japan) |
| 16:00 | 16:00            |              |         |                        | Publik: 1 000 Domare: Hajime Matsuo (Japan) | Publik: 1 000 Domare: Hajime Matsuo (Japan) |

|       | 16 februari 2010 | Myanmar                                                   | 4 – 0   | Sri Lanka | Sugathadasa Stadium, Colombo                 |                                              |
| 19:00 | 19:00            | Kyaw Thi Ha 39′ Yan Paing 71′ Pai Soe 81′ Myo Min Tun 87′ | Rapport |           | Publik: 3 000 Domare: Alireza Faghani (Iran) | Publik: 3 000 Domare: Alireza Faghani (Iran) |
| 19:00 | 19:00            |                                                           |         |           | Publik: 3 000 Domare: Alireza Faghani (Iran) | Publik: 3 000 Domare: Alireza Faghani (Iran) |
| 19:00 | 19:00            |                                                           |         |           | Publik: 3 000 Domare: Alireza Faghani (Iran) | Publik: 3 000 Domare: Alireza Faghani (Iran) |

|       | 18 februari 2010 | Sri Lanka      | 1 – 3   | Tadzjikistan                      | Sugathadasa Stadium, Colombo         |                                      |
| 16:00 | 16:00            | Dalpethado 78′ | Rapport | Rabimov 13′ Fatkhuloev 32′, 90+2′ | Publik: 1 000 Domare: Tan Hai (Kina) | Publik: 1 000 Domare: Tan Hai (Kina) |
| 16:00 | 16:00            |                |         |                                   | Publik: 1 000 Domare: Tan Hai (Kina) | Publik: 1 000 Domare: Tan Hai (Kina) |
| 16:00 | 16:00            |                |         |                                   | Publik: 1 000 Domare: Tan Hai (Kina) | Publik: 1 000 Domare: Tan Hai (Kina) |

|       | 18 februari 2010 | Bangladesh  | 1 – 2   | Myanmar                     | Sugathadasa Stadium, Colombo                  |                                               |
| 19:00 | 19:00            | Hossain 49′ | Rapport | Tun Tun Win 16′ Pai Soe 32′ | Publik: 500 Domare: Mukhtar Al-Yarimi (Jemen) | Publik: 500 Domare: Mukhtar Al-Yarimi (Jemen) |
| 19:00 | 19:00            |             |         |                             | Publik: 500 Domare: Mukhtar Al-Yarimi (Jemen) | Publik: 500 Domare: Mukhtar Al-Yarimi (Jemen) |
| 19:00 | 19:00            |             |         |                             | Publik: 500 Domare: Mukhtar Al-Yarimi (Jemen) | Publik: 500 Domare: Mukhtar Al-Yarimi (Jemen) |

|       | 20 februari 2010 | Tadzjikistan                       | 3 – 0   | Myanmar | CR & FC Grounds, Colombo                             |                                                      |
| 15:00 | 15:00            | Rabimov 33′ Hakimov 52′ Rabiev 88′ | Rapport |         | Publik: 100 Domare: Nawaf Abdulla Ghayyath (Bahrain) | Publik: 100 Domare: Nawaf Abdulla Ghayyath (Bahrain) |
| 15:00 | 15:00            |                                    |         |         | Publik: 100 Domare: Nawaf Abdulla Ghayyath (Bahrain) | Publik: 100 Domare: Nawaf Abdulla Ghayyath (Bahrain) |
| 15:00 | 15:00            |                                    |         |         | Publik: 100 Domare: Nawaf Abdulla Ghayyath (Bahrain) | Publik: 100 Domare: Nawaf Abdulla Ghayyath (Bahrain) |

|       | 20 februari 2010 | Sri Lanka                                     | 3 – 0   | Bangladesh | Sugathadasa Stadium, Colombo                       |                                                    |
| 15:00 | 15:00            | Kaiz 7′ Wellala Hettige 43′ Shanmugarajah 79′ | Rapport |            | Publik: 600 Domare: Chaiya Alee Mahapab (Thailand) | Publik: 600 Domare: Chaiya Alee Mahapab (Thailand) |
| 15:00 | 15:00            |                                               |         |            | Publik: 600 Domare: Chaiya Alee Mahapab (Thailand) | Publik: 600 Domare: Chaiya Alee Mahapab (Thailand) |
| 15:00 | 15:00            |                                               |         |            | Publik: 600 Domare: Chaiya Alee Mahapab (Thailand) | Publik: 600 Domare: Chaiya Alee Mahapab (Thailand) |

#### Grupp B
| Lag          | S | V | O | F | GM | IM | MS | P |
| ------------ | - | - | - | - | -- | -- | -- | - |
| Nordkorea    | 3 | 2 | 1 | 0 | 8  | 1  | +7 | 7 |
| Turkmenistan | 3 | 2 | 1 | 0 | 3  | 1  | +2 | 7 |
| Kirgizistan  | 3 | 1 | 0 | 2 | 2  | 6  | −4 | 3 |
| Indien       | 3 | 0 | 0 | 3 | 1  | 6  | −5 | 0 |

|       | 17 februari 2010 | Indien            | 1 – 2   | Kirgizistan                   | Sugathadasa Stadium, Colombo                         |                                                      |
| 16:00 | 16:00            | Franco 58′ (str.) | Rapport | I. Amirov 15′ Zemlianuhin 32′ | Publik: 800 Domare: Nawaf Abdulla Ghayyath (Bahrain) | Publik: 800 Domare: Nawaf Abdulla Ghayyath (Bahrain) |
| 16:00 | 16:00            |                   |         |                               | Publik: 800 Domare: Nawaf Abdulla Ghayyath (Bahrain) | Publik: 800 Domare: Nawaf Abdulla Ghayyath (Bahrain) |
| 16:00 | 16:00            |                   |         |                               | Publik: 800 Domare: Nawaf Abdulla Ghayyath (Bahrain) | Publik: 800 Domare: Nawaf Abdulla Ghayyath (Bahrain) |

|       | 17 februari 2010 | Nordkorea         | 1 – 1   | Turkmenistan  | Sugathadasa Stadium, Colombo                       |                                                    |
| 19:00 | 19:00            | Ryang Yong-Gi 51′ | Rapport | Garadanow 36′ | Publik: 400 Domare: Chaiya Alee Mahapab (Thailand) | Publik: 400 Domare: Chaiya Alee Mahapab (Thailand) |
| 19:00 | 19:00            |                   |         |               | Publik: 400 Domare: Chaiya Alee Mahapab (Thailand) | Publik: 400 Domare: Chaiya Alee Mahapab (Thailand) |
| 19:00 | 19:00            |                   |         |               | Publik: 400 Domare: Chaiya Alee Mahapab (Thailand) | Publik: 400 Domare: Chaiya Alee Mahapab (Thailand) |

|       | 19 februari 2010 | Kirgizistan | 0 – 4   | Nordkorea                                                                 | Sugathadasa Stadium, Colombo                  |                                               |
| 16:00 | 16:00            |             | Rapport | Pak Song-Chol 29′ Pak Kwang-Ryong 47′ Choe Myong-Ho 65′ Ri Chol-Myong 68′ | Publik: 300 Domare: Andre El Haddad (Libanon) | Publik: 300 Domare: Andre El Haddad (Libanon) |
| 16:00 | 16:00            |             |         |                                                                           | Publik: 300 Domare: Andre El Haddad (Libanon) | Publik: 300 Domare: Andre El Haddad (Libanon) |
| 16:00 | 16:00            |             |         |                                                                           | Publik: 300 Domare: Andre El Haddad (Libanon) | Publik: 300 Domare: Andre El Haddad (Libanon) |

|       | 19 februari 2010 | Turkmenistan         | 1 – 0   | Indien | Sugathadasa Stadium, Colombo              |                                           |
| 19:00 | 19:00            | Garadanow 24′ (str.) | Rapport |        | Publik: 450 Domare: Hajime Matsuo (Japan) | Publik: 450 Domare: Hajime Matsuo (Japan) |
| 19:00 | 19:00            |                      |         |        | Publik: 450 Domare: Hajime Matsuo (Japan) | Publik: 450 Domare: Hajime Matsuo (Japan) |
| 19:00 | 19:00            |                      |         |        | Publik: 450 Domare: Hajime Matsuo (Japan) | Publik: 450 Domare: Hajime Matsuo (Japan) |

|       | 21 februari 2010 | Indien | 0 – 3   | Nordkorea                                | Sugathadasa Stadium, Colombo       |                                    |
| 15:00 | 15:00            |        | Rapport | Ryang Yong-Gi 36′, 72′ Choe Chol-Man 57′ | Publik: 300 Domare: Tan Hai (Kina) | Publik: 300 Domare: Tan Hai (Kina) |
| 15:00 | 15:00            |        |         |                                          | Publik: 300 Domare: Tan Hai (Kina) | Publik: 300 Domare: Tan Hai (Kina) |
| 15:00 | 15:00            |        |         |                                          | Publik: 300 Domare: Tan Hai (Kina) | Publik: 300 Domare: Tan Hai (Kina) |

|       | 21 februari 2010 | Turkmenistan   | 1 – 0   | Kirgizistan | CR & FC Grounds, Colombo                      |                                               |
| 15:00 | 15:00            | Nurmyradow 70′ | Rapport |             | Publik: 100 Domare: Andre El Haddad (Libanon) | Publik: 100 Domare: Andre El Haddad (Libanon) |
| 15:00 | 15:00            |                |         |             | Publik: 100 Domare: Andre El Haddad (Libanon) | Publik: 100 Domare: Andre El Haddad (Libanon) |
| 15:00 | 15:00            |                |         |             | Publik: 100 Domare: Andre El Haddad (Libanon) | Publik: 100 Domare: Andre El Haddad (Libanon) |

### Utslagsspel
|  | Semifinaler           | Semifinaler           |       |                       | Final                 | Final |  |
|  |                       |                       |       |                       |                       |       |  |
|  | 24 februari - Colombo |                       |       |                       |                       |       |  |
|  | Tadzjikistan          | 0                     |       |                       |                       |       |  |
|  | Turkmenistan          | 2                     |       |                       |                       |       |  |
|  |                       |                       |       |                       |                       |       |  |
|  |                       |                       |       |                       | 27 februari - Colombo |       |  |
|  |                       |                       |       |                       | Turkmenistan (str.)   | 1 (4) |  |
|  |                       | Nordkorea             | 1 (5) |                       |                       |       |  |
|  |                       |                       |       |                       |                       |       |  |
|  |                       |                       |       |                       |                       |       |  |
|  |                       |                       |       |                       | Bronsmatch            |       |  |
|  | 24 februari - Colombo | 24 februari - Colombo |       | 27 februari - Colombo | 27 februari - Colombo |       |  |
|  | Nordkorea             | 5                     |       | Tadzjikistan          | 1                     |       |  |
|  | Myanmar               | 0                     |       |                       | Myanmar               | 0     |  |

#### Semifinaler
|       | 24 februari 2010 | Tadzjikistan | 0 – 2   | Turkmenistan          | Sugathadasa Stadium, Colombo               |                                            |
| 15:30 | 15:30            |              | Rapport | Amanow 33′ Urazow 42′ | Publik: 300 Domare: Alireza Faghani (Iran) | Publik: 300 Domare: Alireza Faghani (Iran) |
| 15:30 | 15:30            |              |         |                       | Publik: 300 Domare: Alireza Faghani (Iran) | Publik: 300 Domare: Alireza Faghani (Iran) |
| 15:30 | 15:30            |              |         |                       | Publik: 300 Domare: Alireza Faghani (Iran) | Publik: 300 Domare: Alireza Faghani (Iran) |

|       | 24 februari 2010 | Nordkorea                                                                    | 5 – 0   | Myanmar | Sugathadasa Stadium, Colombo                  |                                               |
| 19:00 | 19:00            | Choe Myong-Ho 6′ Choe Chol-Man 12′, 73′ Pak Song-Chol 13′ Kim Seong-Yong 85′ | Rapport |         | Publik: 400 Domare: Mukhtar Al-Yarimi (Jemen) | Publik: 400 Domare: Mukhtar Al-Yarimi (Jemen) |
| 19:00 | 19:00            |                                                                              |         |         | Publik: 400 Domare: Mukhtar Al-Yarimi (Jemen) | Publik: 400 Domare: Mukhtar Al-Yarimi (Jemen) |
| 19:00 | 19:00            |                                                                              |         |         | Publik: 400 Domare: Mukhtar Al-Yarimi (Jemen) | Publik: 400 Domare: Mukhtar Al-Yarimi (Jemen) |

#### Bronsmatch
|       | 27 februari 2010 | Tadzjikistan | 1 – 0   | Myanmar | Sugathadasa Stadium, Colombo                  |                                               |
| 15:30 | 15:30            | Hakimov 11′  | Rapport |         | Publik: 300 Domare: Andre El Haddad (Libanon) | Publik: 300 Domare: Andre El Haddad (Libanon) |
| 15:30 | 15:30            |              |         |         | Publik: 300 Domare: Andre El Haddad (Libanon) | Publik: 300 Domare: Andre El Haddad (Libanon) |
| 15:30 | 15:30            |              |         |         | Publik: 300 Domare: Andre El Haddad (Libanon) | Publik: 300 Domare: Andre El Haddad (Libanon) |

#### Final
Finalen spelades på Sugathadasa Stadium (som de flesta andra matcher) inför 3 000 personer i Sri Lankas varma och fuktiga klimat. Det kom att bli en dramatisk match. Båda lagen hade redan mött varandra i första gruppspelsmatchen, den matchen hade slutat 1–1. I finalen fick Nordkorea tidigt en spelare utvisad. Den iranska domaren gav den nordkoreanska försvararen Ryang Myong Il ett gult kort först i minut 18 och sen ett till i minut 32. Därmed fick Nordkorea spela resten av matchen med en man mindre. Minuten senare gjorde Turkmenistans Şamyradow 1–0 och de kunde gå till halvtid i ledning. I andra halvlek lyckades Nordkorea genom turneringens bäste spelare Ryang Yong-Gi kvittera med en kvart kvar av matchen. Det blev förlängning men den blev mållös så efter 120 minuters spel stod det klart att finalen skulle avgöras på straffar. Efter de första fem straffarna hade lagen missat en var. Nordkoreas Ri Kwang-Hyok satte då sin straff och i straffen efter så räddade målvakten Ju Kwang-min Turkmenistans straff som slogs av Arslanmyrat Amanov. Nordkorea blev därmed mästare och fick som segrare även en plats i asiatiska mästerskapet 2011.
|       | 27 februari 2010 | Turkmenistan  | 1 – 1   | Nordkorea         | Sugathadasa Stadium, Colombo                 |                                              |
| 19:00 | 19:00            | Şamyradow 33′ | Rapport | Ryang Yong-Gi 75′ | Publik: 3 000 Domare: Alireza Faghani (Iran) | Publik: 3 000 Domare: Alireza Faghani (Iran) |
| 19:00 | 19:00            |               |         |                   | Publik: 3 000 Domare: Alireza Faghani (Iran) | Publik: 3 000 Domare: Alireza Faghani (Iran) |
| 19:00 | 19:00            |               |         |                   | Publik: 3 000 Domare: Alireza Faghani (Iran) | Publik: 3 000 Domare: Alireza Faghani (Iran) |

|                                                      |       | Straffar                                                                          |  |
| Öwekow Garadanow Şamyradow Rejepow Nurmyradow Amanow | 4 – 5 | Pak Song-Chol Ryang Yong-Gi Chae Tu-Yong Pak Yong-Jin Ri Chol-Myong Ri Kwang-Hyok |  |

## Vinnare

Vinnare av turneringen blev alltså Nordkorea efter en jämnt match mot Turkmenistan som kunde avgöras först efter straffar. Båda lagen i finalen hade mötts redan i första gruppspelsmatchen och även där slutade matchen 1–1.
Detta var första gången som Nordkorea vann AFC Challenge Cup efter att i turneringen två år tidigare slutat trea. I den första turneringen som hölls 2006 deltog inte landet.

## Utmärkelser
| Fair Play (lag) | Fair Play (lag) | Fair Play (lag) | Skytteligavinnare | Skytteligavinnare | Skytteligavinnare | Mest värdefulla spelare | Mest värdefulla spelare | Mest värdefulla spelare |
| --------------- | --------------- | --------------- | ----------------- | ----------------- | ----------------- | ----------------------- | ----------------------- | ----------------------- |
| Nordkorea       | Nordkorea       | Nordkorea       | Ryang Yong-Gi     | Ryang Yong-Gi     | Ryang Yong-Gi     | Ryang Yong-Gi           | Ryang Yong-Gi           | Ryang Yong-Gi           |

## Skytteliga
| 4 mål - Ryang Yong-Gi 3 mål - Choe Chol-Man 2 mål - Choe Myong-Ho - Pak Song-Chol - Pai Soe - Fatkhullo Fatkhuloev - Numonjon Hakimov - Yusuf Rabiev - Ibrahim Rabimov - Mämmedaly Garadanow 1 mål - Enamul Hoque - Mohammed Zahid Hossain - Rahaman Meshu - Denzil Franco | 1 mål - Kim Seong-Yong - Pak Kwang-Ryong - Ri Chol-Myong - Ildar Amirov - Anton Zemlianuhin - Kyaw Thi Ha - Myo Min Tun - Tun Tun Win - Yan Paing - Philip Dalpethado - Mohammed Kaiz - Sanjeev Shanmugarajah - Chathura Wellala Hettige - Arslanmyrat Amanow - Begli Nurmyradow - Berdi Şamyradow - Didargylyç Urazow |  |